# Babaarap
Babaarap – wieś w południowym Turkmenistanie, w wilajecie achalskim, w etrapie Gökdepe, nad Kanałem Karakumskim. W 2022 roku liczyła ok. 9,7 tys. mieszkańców. 
Duży ośrodek uprawy warzyw i winiarstwa. Przez wieś przebiega Kolej Transkaspijska i autostrada M37, w jej pobliżu znajduje się węzeł drogowy.

## Urodzeni
- Gurbanguly Berdimuhamedow - drugi prezydent Turkmenistanu
- Wahyt Orazsähedow - turkmeński piłkarz